# Mariusz Rytkowski
Mariusz Rytkowski (ur. 26 lipca 1976 w Mińsku Mazowieckim) – polski ciężarowiec, medalista mistrzostw Europy, olimpijczyk z Sydney 2000.
Jako junior wywalczył złoty medal mistrzostw Europy juniorów w roku 1996. Startował w wadze półciężkiej (85 kg). Reprezentował klub Mazovia Ciechanów.
Wielokrotny medalista mistrzostw Polski:
- złoty w latach 2001[2], 2002[3], 2003[4], 2006[5], 2007[6], 2008[7]
- srebrny w latach 2010[8]
- brązowy w latach 1997[9], 1999[10], 2000[11].

Srebrny medalista mistrzostw Europy w Antalyi w kategorii półciężkiej. Uczestnik mistrzostw Europy w:
- Riece (1997) – 4. miejsce[12], Riese (1998) – 5. miejsce[13], La Corunie (1999) – 5. miejsce[14], Sofii (2000) – 7. miejsce[15], Trenczynie (2001) – 9. miejsce[16], Kijowie (2004) – 11. miejsce[17], Władysławowo (2006) – nie zaliczył żadnej próby[18].

Uczestnik mistrzostw świata w Antalyi (2001) – 6. miejsce, Warszawie (2002) – 6. miejsce, Vancouver (2003) – 10. miejsce, San Domingo (2006) – 20. miejsce.
Na igrzyskach w Sydney wystartował w kategorii półciężkiej zajmując 9. miejsce.
We wrześniu 2004 roku został ukarany 2-letnią dyskwalifikację za stosowanie dopingu.